# Łuna 8
Łuna 8 (ros. Луна-8 – Księżyc-8) – radziecka bezzałogowa sonda kosmiczna wysłana w ramach programu Łuna w celu dalszego badania Księżyca i realizacji miękkiego lądowania na jego powierzchni. Należała do serii sond księżycowych E-6 produkowanej przez biuro konstrukcyjne OKB-1 Siergieja Korolowa.

## Przebieg misji
Aparat kosmiczny Łuna-8 o masie 1552 kg wystartował z kosmodromu Bajkonur w Kazachstanie 3 grudnia 1965 roku. 4 grudnia 1965 roku o godzinie 3:00 GMT sonda znalazła się w odległości 260 000 km od Ziemi. 6 grudnia 1965 roku o godzinie 21:52:30 GMT lądownik rozbił się na Oceanie Burz w punkcie o współrzędnych 9°N i 63°W, przy czym niewiele brakowało do jego miękkiego lądowania na powierzchni Księżyca. Przyczyną niepowodzenia było przebicie poduszki powietrznej, która miała posłużyć do miękkiego lądowania. Spowodowało to niekontrolowane obroty statku, utratę kontroli wysokości i uniemożliwiło pełne odpalenie silników hamujących.